# إيرل ريد
إيرل ريد (بالإنجليزية: Earl Reid)‏ هو لاعب كرة قاعدة أمريكي، ولد في 8 يونيو 1913 في Bangor, Alabama ‏ في الولايات المتحدة، وتوفي في 11 مايو 1984 في كولمان في الولايات المتحدة.

## وصلات خارجية
- إيرل ريد على موقعبيزبول رفرنس.كوم (الدوري الرئيسي) (الإنجليزية)
- إيرل ريد على موقعبيزبول رفرنس.كوم (الدوري الثانوي) (الإنجليزية)